# Through a Glass Window
Through a Glass Window er en amerikansk stumfilm fra 1922 af Maurice Campbell.

## Medvirkende
- May McAvoy som Jenny Martin
- Fanny Midgley som Mrs. Martin
- Burwell Hamrick som Dan Martin
- Raymond McKee som Tomasso Barilio
- F. A. Turner som Matt Clancy
- Carrie Clark Ward som Molly Clancy